# Cofiwch Dryweryn

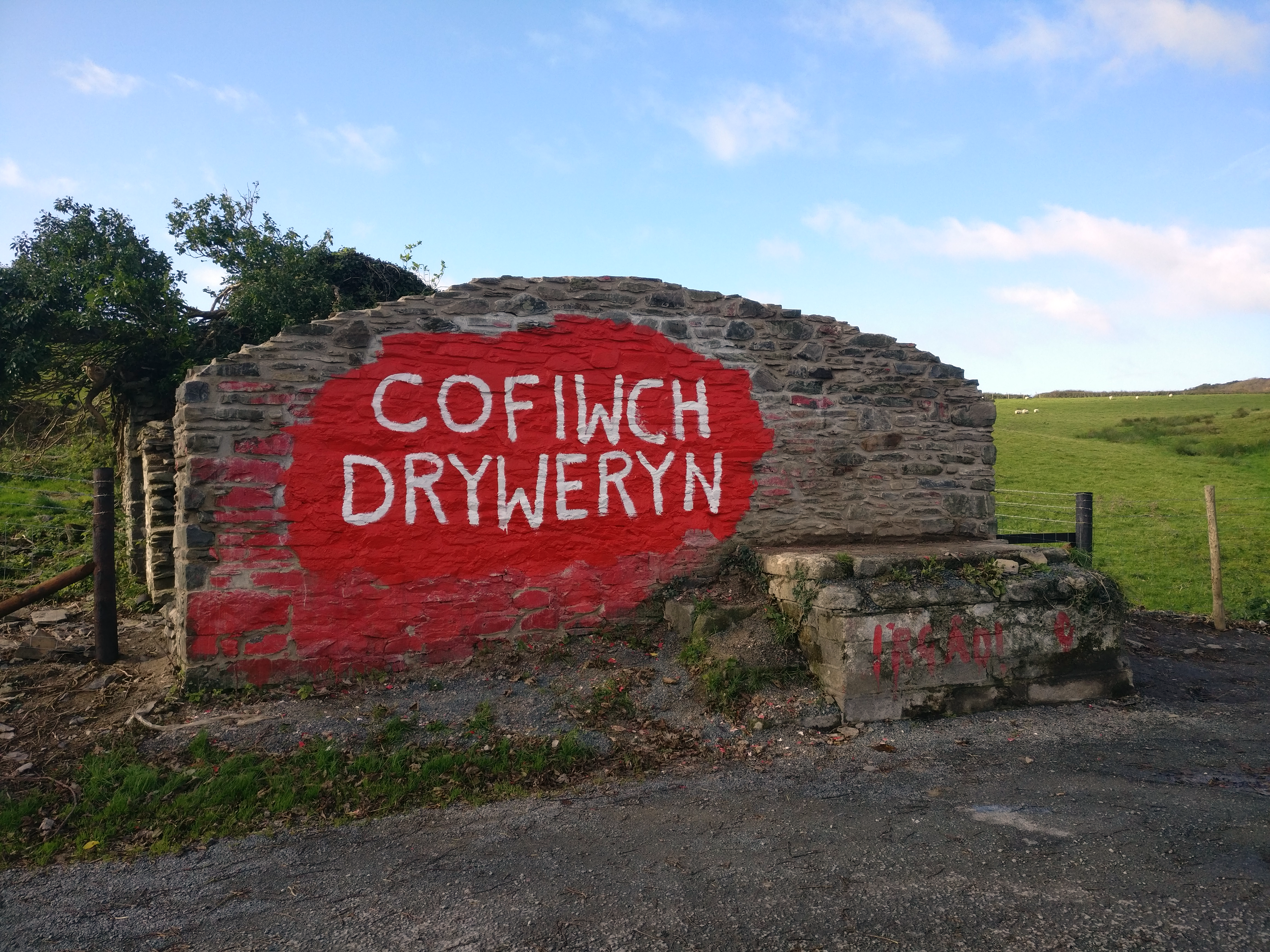
Oktober 2020

Cofiwch Dryweryn ist ein Slogan auf der Mauer einer Ruine in Llanrhystud, Ceredigion, Wales. Er lautet übersetzt „Erinnert euch an Dryweryn“. Von 1962 bis 1963 malte Meic Stephens, ein walisischer Autor und Gelehrter, verschiedene Slogans in den Tälern von Südwales. Dieser Slogan erinnerte an die Flutung des Tales des Afon Tryweryn für die Anlage des Stausees Llyn Celyn für die Wasserversorgung Liverpools, für den die noch walisisch sprechenden Bewohner von Capel Celyn im Jahr 1963 vertrieben wurden. Diese Vorgänge gaben dem Walisischen Nationalismus einen Aufschwung. Der Slogan wurde ikonisch.